# Edward Seidensticker

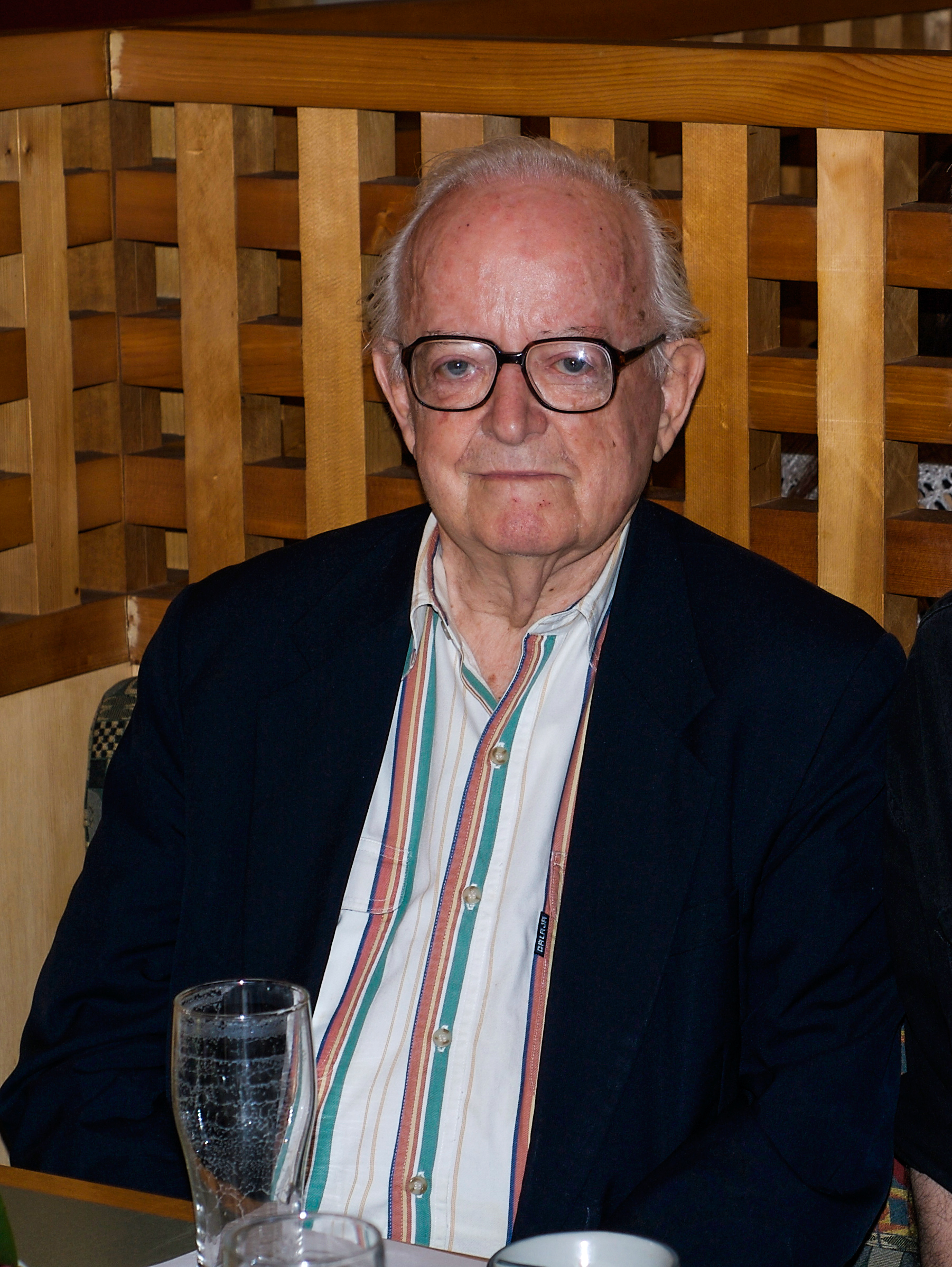
E. Seidensticker (2006)

Edward George Seidensticker (geboren 11. Februar 1921 in Castle Rock (Colorado), USA; gestorben 26. August 2007 in Tokio) war ein amerikanischer Japanologe und Übersetzer.

## Leben und Wirken
Edward Seidensticker erfuhr während des Zweiten Weltkriegs, dass sich die USA auf die Besetzung Japans durch Ausbildung von Japanisch sprechenden Militärs vorbereiteten. Er bewarb sich an der Universität von Colorado, wo die Kurse stattfanden, und wurde angenommen. Mit der Landung der Amerikaner in Japan kam er 1945 dort ins Land. Nach Ende seiner Dienstzeit 1946 kehrte er in die USA zurück. Er erwarb an der Columbia-Universität einen Mastergrad in Verwaltungsrecht und arbeitete kurz im Staatsdienst.
Seidensticker ging mit einem Stipendium wieder nach Japan und studierte an der Universität Tokio japanische Literatur. Anschließend schlug er sich mit Teilzeitarbeit an der Sophia-Universität durch. Als ihm, ein wenig Japan-müde, 1962 von der Universität Stanford einer Professur angeboten wurde, kehrte er in die USA zurück. Er blieb dort bis 1966, war anschließend 11 Jahre an der Universität Michigan und dann bis 1985 an der Universität Columbia. Seidensticker starb in Japan, nachdem er am Shinobazu-Teich in Tokio gestürzt war.
Seidensticker ist bekannt für seine Übersetzungen japanischer Literatur, sowohl der klassischen als auch der modernen. So fertigte er 1976 eine vollständige Übersetzung des Genji-Monogatari aus dem Altjapanischen an. Unter den vielen anderen Übersetzungen sind Tanizaki Jun’ichirōs „Sasameyuki“ (細雪) aus den Jahren 1943 bis 1948, auf Englisch 1957 „The Makioka Sisters“, und Kawabata Yasunaris „Izu no odoriko“ (伊豆の踊子) von 1926, in einer verkürzten Fassung 1955 als „The Izu Dancer“, „Yukiguni“ (雪国) aus den Jahren 1935 bis 1948, auf Englisch 1956 „Snow Country“, „Sembazuru“ (千羽鶴) aus den Jahren 1949 bis 1951, auf Englisch 1958 „Thousand Cranes“ und „Meijin“ (名人) aus den Jahren 1942 bis 1954, auf Englisch 1972 „The Master of Go“ zu erwähnen. Seidenstickers Übersetzungen haben mit dazu beigetragen, dass Kawabata 1968 als erster Japaner den Nobelpreis für Literatur erhielt.
Zu Seidenstickers Sachbüchern gehören „Kafū the Scribbler“ (1965), ein Buch über den Schriftsteller Nagai Kafū (1879–1959), die Tokio-Bücher „Low City, High City“ (1983) und „Tokyo Rising“ (1990) sowie „Tokyo Central. A Memoir“ (2002).
1977 wurde Seidensticker für seine Übersetzung des Genji-Monogatari mit dem Kikuchi-Kan-Preis ausgezeichnet, 1991 mit dem Yamagata-Banto-Preis (山片蟠桃賞), der an Ausländer vergeben wird, die sich um die Vermittlung der japanischen Kultur verdient gemacht haben.